# Pterygometopidae
Pterygometopidae — родина трилобітів ряду Phacopida.